# Nelly Wenger
Nelly Wenger (* 19. Juli 1955 in Casablanca) ist die ehemalige Generaldirektorin der Schweizer Landesausstellung Expo.02. Von 2004 bis 2006 war sie Länderchefin von Nestlé Schweiz.

## Biografie
Nelly Wenger wurde in Marokko als Tochter französischer Eltern geboren, als ältestes von sieben Geschwistern. 1973 zog sie mit ihren Eltern nach Paris. Von 1974 bis 1979 studierte sie an der EPFL Lausanne Bauingenieurin. Ab 1991 arbeitet sie als Raumplanerin für den Kanton Waadt und doktorierte am Institut für Architektur der Universität Genf.
1999 wurde Nelly Wenger zur Generaldirektorin der Landesausstellung Expo.01 (später Expo.02) berufen. Nach dem Abgang der Generaldirektorin Jacqueline Fendt übernahm sie die Gesamtleitung des Projekts, künstlerischer Leiter war Martin Heller. Bis heute gilt Wenger als „Madame Expo“, die Ausstellung mit 10,3 Millionen Eintritten und einem Budget von 1,45 Milliarden Schweizer Franken als Projekt der Superlative.    
Von 2004 bis 2006 war Wenger Länderchefin von Nestlé Schweiz, musste aber aus gesundheitlichen Gründen zurücktreten. 2012 wurde bekannt, dass Wenger damit betraut wurde, auf der Pariser Île Seguin – wo früher Renault Autos baute – unter dem Namen R4 ein Kunstquartier mit Galerien, Atelier und internationalem Flair zu entwickeln.
Wenger ist mit einem Architekten verheiratet und lebt seit über 40 Jahren in der Schweiz.